# Elko Blijweert
Elko Blijweert (8 december 1976) is een Belgische gitarist. Zijn eerste muzikale invloeden waren electronic body music, industrial en punk. Door het beluisteren van John Zorn’s Naked City ontdekte hij jazz en studeerde hij aan de JazzStudio en het Koninklijk Conservatorium Antwerpen in Antwerpen.

## Biografie
Blyweert was lid van Dead Man Ray, Kiss My Jazz, Rudy Trouvé Septet, Gruppo di Pawlowski, The Tones Zones (met Milan Warmoeskerken) en zijn eigen jazz combo Franco Saint de Bakker. 
In 2004 trok Blijweert met Saar Van De Leest (Traktor) naar Australië. Hieruit ontstond de band Tip Toe Topic die één album uitbracht. Met Joris Caluwaerts maakte de band ook een nieuwe soundtrack bij De Triadische Balletten van Oskar Schlemmer.
Met Bjorn Eriksson was hij in 2007 producer van het Lais-album The Ladies Second Song.
In 2010 maakte hij met Mauro Pawlowski en Jeroen Stevens de muziek bij de dansvoorstelling NieuwZwart van Wim Vandekeybus. Dezelfde muzikanten, aangevuld met Roland Van Campenhout, begeleidden in 2015 Vandekeybus' voorstelling Ultima vez,  waarvoor Blyweert de muziek componeerde. Blyweerts album Left Bank drive uit 2013 bestaat uit de soundtrack die hij met pianist Joris Caluwaerts (o.a. Zita Swoon) componeerde voor de voorstelling Monkey Sandwich van Wim Vandekeybus.
In 2018 componeerde hij samen met Maarten Van Cauwenberghe en Bjorn Eriksson de muziek van The Sea Within, de dansvoorstelling van Voetvolk in een choreografie van Lisbeth Gruwez.
Met Rudy Trouvé runt hij sinds 1995 het platenlabel Heaven Hotel

## Discografie als soloartiest
- Left bank drive (2013 met Joris Caluwaerts)
- Atlajala Land (2015 met Frans Van Isacker)